# Liste des immateriellen Kulturerbes der Menschheit in Kambodscha

Das Immaterielle Kulturerbe der Menschheit in Kambodscha umfasst die Aktivitäten, die für Kambodscha aufgrund der UNESCO-„Konvention zum Schutz des immateriellen Welterbes“ als Immaterielles Kulturerbe der Menschheit registriert wurden.
Unter der Aufsicht eines zwischenstaatlichen Komitees werden auf Antrag der Mitgliedsstaaten deren bedeutende immaterielle kulturelle Ausdrucksformen wie Feste, Vorführungen, mündliche Traditionen, Musik und Handwerk dokumentiert und es werden Maßnahmen der Staaten zu deren Erhalt und Schutz vereinbart. Die „Repräsentative Liste“ hat die meisten Einträge. Besonderes Augenmerk wird in zwei separaten Listen auf „besonders erhaltungswürdiges“, das heißt bedrohtes, Kulturgut und auf „gute Praxisbeispiele“, hervorzuhebende und förderungswürdige Vorgehensweisen zur Stärkung kultureller Ausdrucksweisen, gelegt. Kambodscha ist in zwei Listen vertreten.

## Immaterielles Kulturerbe
Dies sind die Einträge Kambodschas in die UNESCO-Listen zum immateriellen Kulturerbe der Menschheit:
| Bezeichnung                           | Beschreibung | Bild | Jahr      | UNESCO-Liste und Link |
| ------------------------------------- | --- | ---- | --------- | --------------------- |
| Königliches Ballet von Kambodscha     | Das königliche Ballet von Kambodscha wird seit über 1000 Jahren praktiziert. Der klassische Tanz der Khmer mit seinen graziösen Handbewegungen und dekorativen Kostümen hat vier hervorstechende Figuren: die weibliche Figur Neang, die männliche Figur Neayrong, Yeak den Riesen und den Affen Sva. |      | 2003/2008 | RL 00060              |
| Schattentheater Sbek thom             | Sbek thom ist ein heiliges Ritual, das nur zu ausgewählten Anlässen gespielt werden darf. Die zwei Meter großen Figuren werden aus Leder gefertigt und mit zwei Stäben gehalten. |      | 2005/2008 | RL 00108              |
| Tauzieh-Rituale und -Spiele           | Die asiatischen Tauzieh-Rituale feiern die Natur und dienen mehr der Reinigung als dem Wettbewerb. Sie vereinen die Gemeinden in der Herstellung der Seile. Oft steht der „Sieger“ fest, weil dieser Ausgang ein gutes Omen für das Jahr ist, und Stücke des Seils bringen Glück.                     |      | 2015      | RL 01080              |
| Traditionelle Kampfkunst Kun Lbokator | Kun Lbokator besteht seit dem 1. Jahrhundert und ist sowohl Kampfkunst als auch Meditation und rituelle Praxis. Es wird von vielen Kambodschanern ausgeübt. |      | 2022      | RL 01868              |
| Chapei Dang Veng (Langhalslaute)      | Die Volksmusik Chapei Dang Veng besteht aus Gesang und dem Spiel der Chapei, einer Langhalslaute mit vielfältigen Themen. Durch die Roten Khmer wurde sie so stark unterdrückt, dass jetzt fast niemand mehr in der Lage ist, sie weiterzugeben. (erhaltungswürdig)                                   |      | 2016      | USL 01165             |
| Lkhon Khol Wat Svay Andet (Ritual)    | Das Maskenritual Lkhon Khol Wat Svay Andet wird im Kloster Svay Wat Andet zur Besänftigung der Schutzgeister (Neak Ta) und für gute Reisernten durch gute Aufführungen gespielt. Es werden Anstrengungen unternommen, diese bedrohte Tradition zu erhalten. (erhaltungswürdig)                        |      | 2018      | USL 01374             |
| Krama (Textil)                        | Der Krama ist ein traditioneller dünner Baumwollschal der Khmer in verschiedenen Farben und Mustern, häufig weiß-rot-kariert, der sowohl von Männern als auch von Frauen getragen wird. |      | 2024      | RL 02115              |